# Федеральний верховний суд Бразилії
15°48′08″ пд. ш. 47°51′43″ зх. д. / 15.802222222222° пд. ш. 47.861944444444° зх. д.

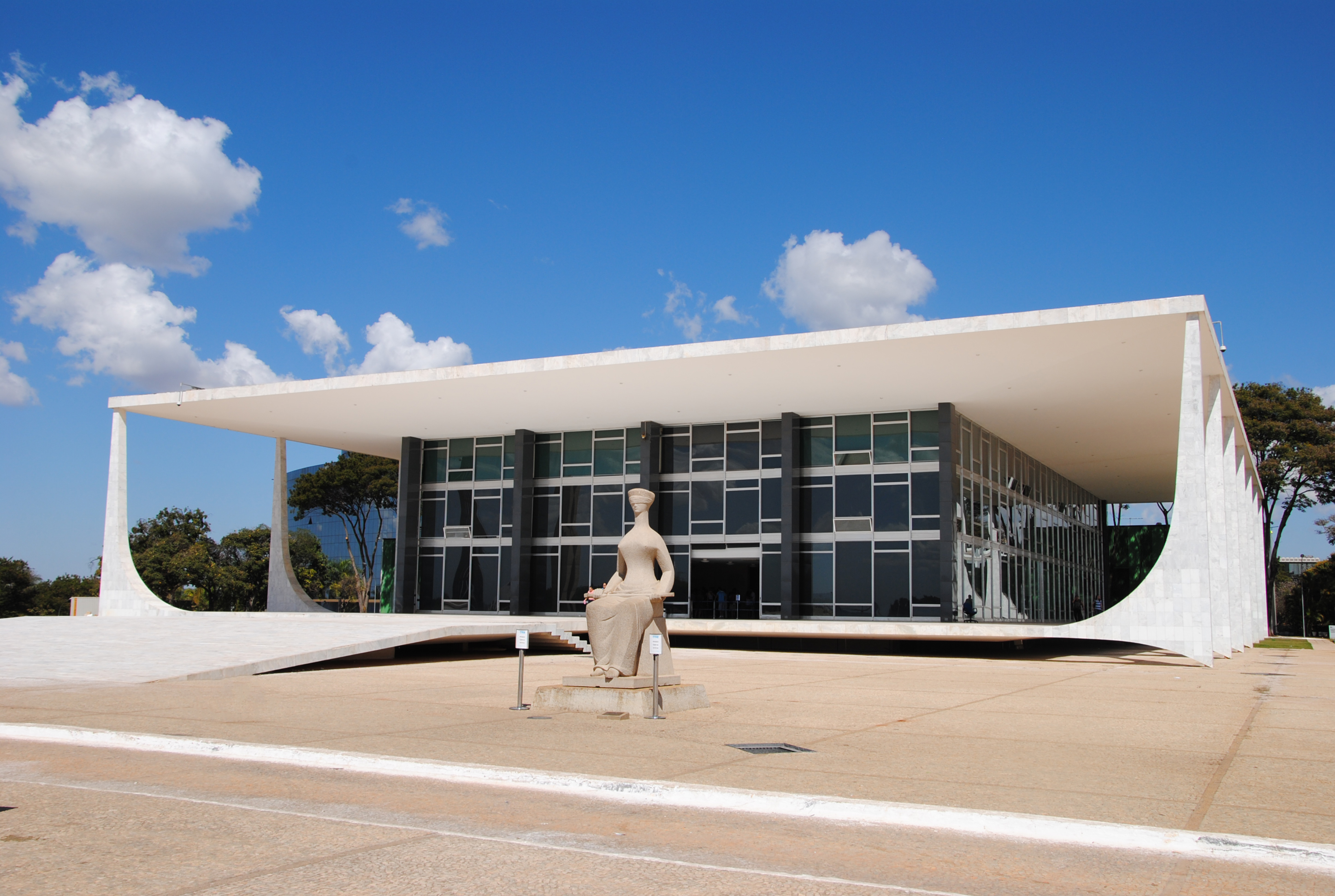
Федеральний верховний суд Бразилії

Федеральний верховний суд Бразилії (порт. Supremo Tribunal Federal або STF) — один з вищих судів Федеративної Республіки Бразилія, який є останньою інстанцією для оскарження рішень судів загальної юрисдикції, що виконує, в тому числі, роль конституційного суду.
Федеральний верховний суд, поряд з Високим судом правосуддя, є вищим органом судової влади в Бразилії. Він здійснює контроль за додержанням конституції, виносить остаточне рішення за висунення звинувачень проти президента, віце-президента, членів Національного конгресу та інших вищих посадових осіб, вирішує міжнародні та внутрішні конфлікти.
Федеральний верховний суд розташовується у федеральній столиці місті Бразиліа, його юрисдикція поширюється на всю національну територію.